# اولشنگتسا (شهرستان سووپتسا)
اولشنگتسا (به لهستانی:  Oleśnica) یک روستا در لهستان است که در گمینا زاگوروو واقع شده‌است.